# Microbotryum violaceoirregulare
Microbotryum violaceoirregulare är en svampart som först beskrevs av Brandenb. & Schwinn, och fick sitt nu gällande namn av G. Deml & Oberw. 1982. Microbotryum violaceoirregulare ingår i släktet Microbotryum och familjen Microbotryaceae.   Inga underarter finns listade i Catalogue of Life.